# Camponotus mus
Camponotus mus är en myrart som beskrevs av Julius Roger 1863. Camponotus mus ingår i släktet hästmyror, och familjen myror.

## Underarter
Arten delas in i följande underarter:
- C. m. mendozanus
- C. m. mus
- C. m. mustelus

## Bildgalleri

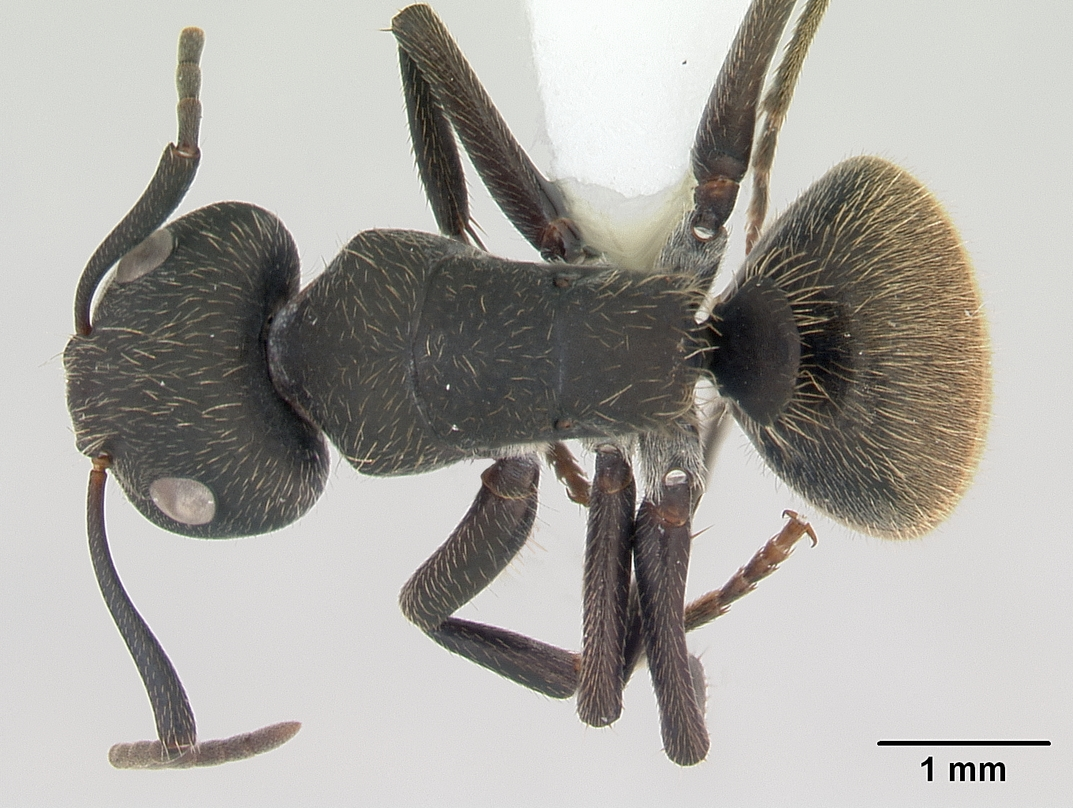
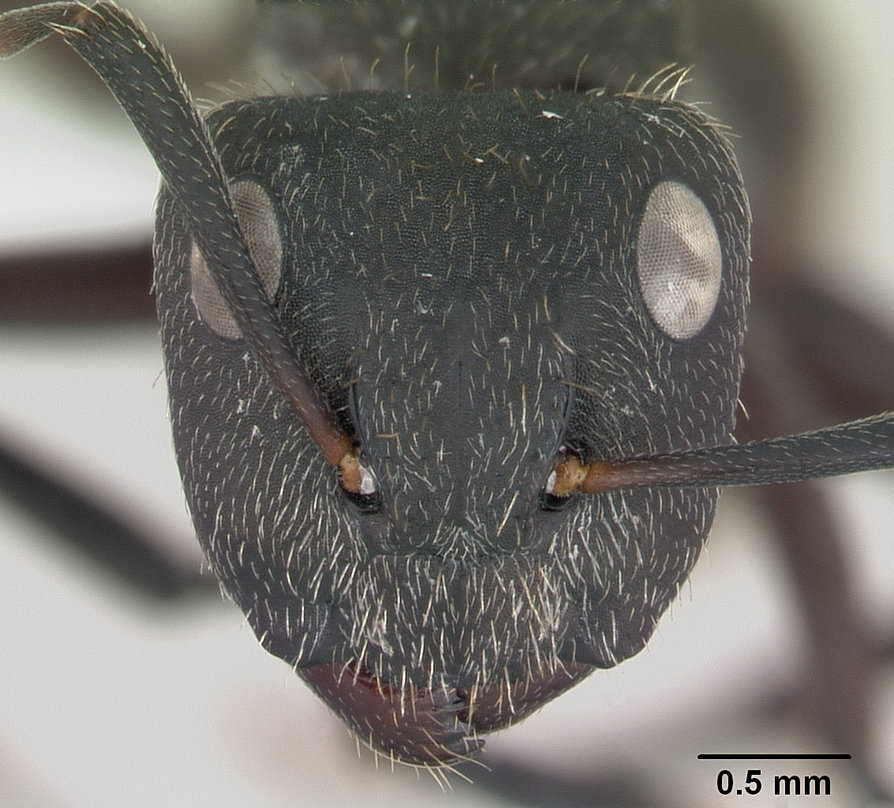
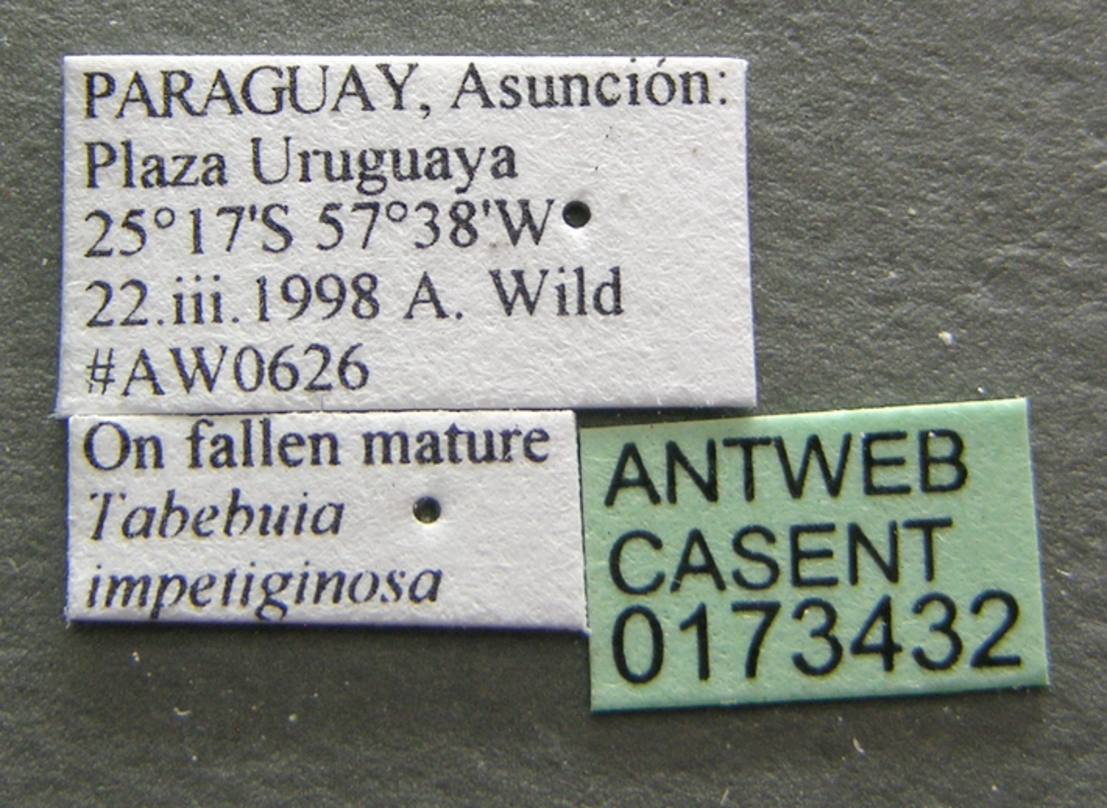
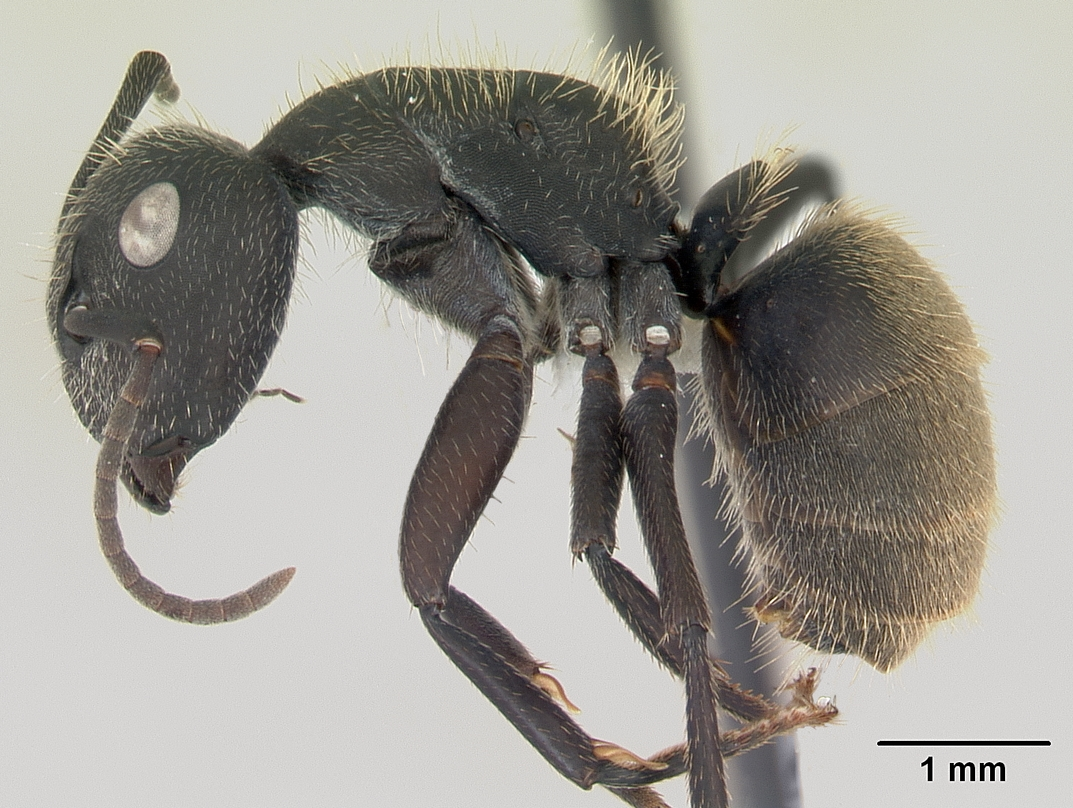
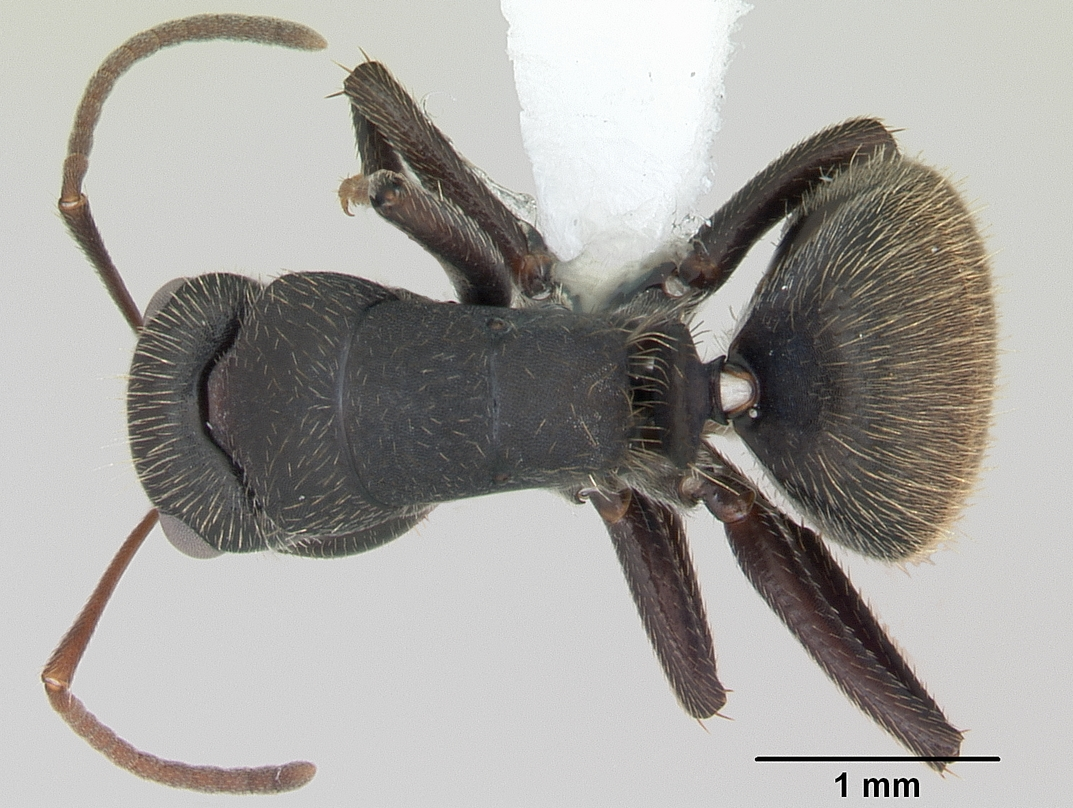
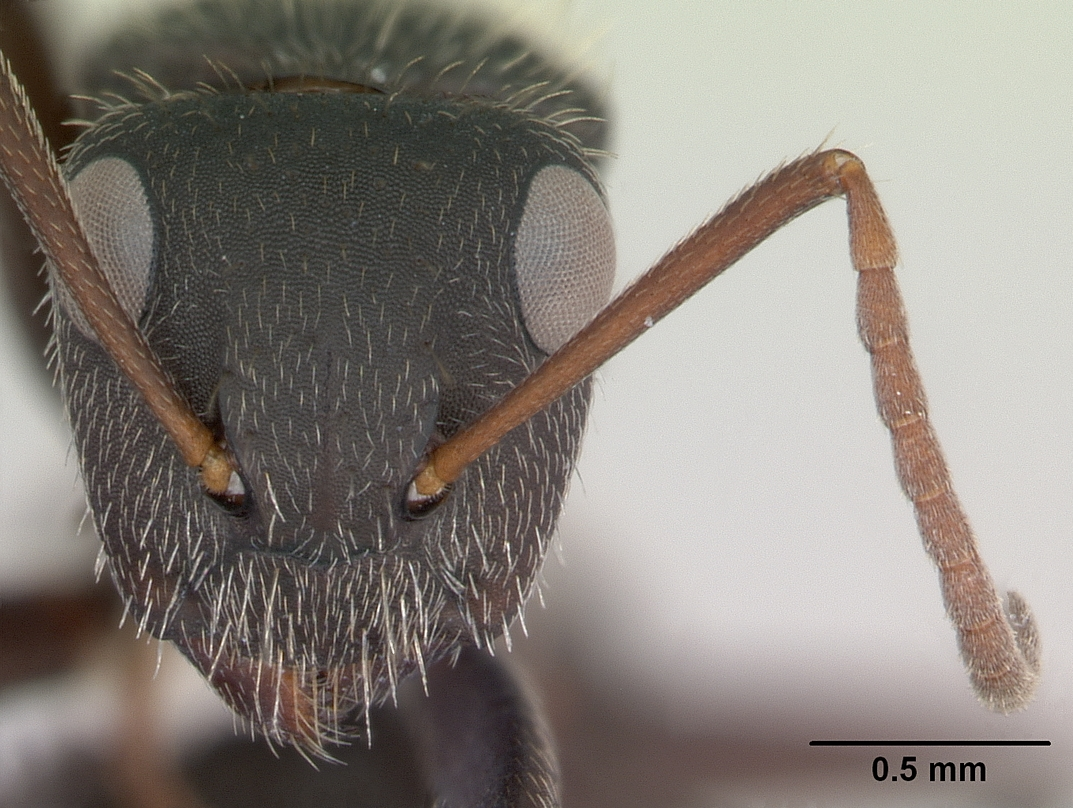